# Karakul (Tadschikistan)
Der Karakul bzw. Kara-Kul (tadschikisch Қарокӯл; deutsch: „Schwarzer See“) ist ein See im östlichen Tadschikistan (Zentralasien) in der autonomen Provinz Berg-Badachschan.

## Geographie
Der etwa 380 km² große, abflusslose Endsee befindet sich im Hochland des Pamir.
Dort liegt er südlich des Transalai etwa 15 km westlich der Grenze zum chinesischen autonomen Gebiet Xinjiang sowie etwa 225 km (je Luftlinie) westlich der chinesischen Stadt Kaschgar auf 4020 m Höhe. Der Kara-Kul ist von zahlreichen sehr hohen Bergen umgeben. Von Norden ist er über den Kyzyl-Art-Pass (4270 m) auf dem Pamir Highway zu erreichen. An seinem Ostufer liegt Karaart.
Eine große Halbinsel, die sich von der Südküste in Richtung Norden ausbreitet, und eine Insel, die sich nördlich daran anschließt bzw. südlich des Nordufers befindet, teilen den See in zwei ungleich große Becken auf, das kleinere bzw. östliche, das nur maximal 19 m tief ist, und das größere bzw. westliche, das bis 230 m Tiefe aufweist. Die Durchschnittstiefe beträgt 112 m. Nach Ende der letzten Eiszeit lag der Wasserspiegel ca. 35 m höher als heute.
Der See hat mehrere Zuflüsse (die wichtigsten sind Karadschilga, Karart, Akdschilga und Muskol), aber keinen Abfluss, weil er sich in einem weitläufigen Becken befindet.

## Ökologie
Das Seewasser besitzt aufgrund des fehlenden Abflusses einen Salzgehalt von ca. 10 g/l und ist damit als Brackwasser einzustufen. Die Wassertemperatur beträgt im Sommer bis 13 °C, der pH-Wert des Wassers liegt zwischen 7,3 und 8,0.
Als einzige Fischart im Karakulsee kommt die Karakul-Bachschmerle (Triplophysa lacusnigri) vor, die bis 5,2 cm groß werden kann. Sie besiedelt auch die Zuflüsse des Sees. Fischerei wird nicht betrieben.
Der See wird in der Ramsar-Liste als wichtiges Vogelgebiet geführt.

## Känozoisches Grabensystem
Nachdem das Gebiet um den Karakul See bereits 1932 als Grabenstruktur kartiert wurde, diskutierten Wissenschaftler später, ob es sich um einen von einem Meteoriten geschaffenen Einschlagkrater handeln könnte. Sein Alter wurde auf fünf Millionen Jahre geschätzt. Neuere Untersuchungen zeigen jedoch, dass es sich tatsächlich um einen durch Extensionsbewegungen entstandenen tektonischen Graben handelt. Rezent befindet sich das Grabensystem in NW-SE gerichteter transtensionaler Ausdehnung.